# 中国驻佛得角大使列表
本列表为中華人民共和國驻佛得角历任大使名录。

## 历任中国驻佛得角大使

### 中华人民共和国驻佛得角大使（1976年至今）
1976年4月25日，中华人民共和国与佛得角建交。
| 姓名   | 任命           | 任命           | 到任           | 递交国书       | 免职           | 免职           | 离任          | 外交衔级 | 外交职务     | 备注           |
| 姓名   | 全国人大常委会 | 主席           | 到任           | 递交国书       | 全国人大常委会 | 主席           | 离任          | 外交衔级 | 外交职务     | 备注           |
| ------ | -------------- | -------------- | -------------- | -------------- | -------------- | -------------- | ------------- | -------- | ------------ | -------------- |
| 贾怀济 | 1976年12月2日  | 不適用         | 1976年10月     | 1976年10月8日  | 1979年11月29日 | 不適用         | 1979年10月    | 大使     | 特命全权大使 | 驻几内亚比绍兼 |
| 王韦平 | 不適用         | 不適用         | 1977年1月4日   | 1977年1月5日   | 不適用         | 不適用         | 1982年1月     | 参赞     | 临时代办     | 筹备开馆       |
| 刘英仙 | 1979年11月29日 | 不適用         | 1980年4月      | 1980年4月24日  | 1983年9月2日   | 1984年4月4日   | 1983年9月17日 | 大使     | 特命全权大使 | 驻几内亚比绍兼 |
| 李琛光 | 不適用         | 不適用         | 1982年1月      | 不適用         | 不適用         | 不適用         | 1985年2月     | 参赞     | 临时代办     |                |
| 胡景瑞 | 1983年9月2日   | 不適用         | 未到任         | 不適用         | 不適用         | 不適用         | 不適用        | 大使     | 特命全权大使 | 驻几内亚比绍兼 |
| 梁涛生 | 1984年11月14日 | 1985年5月7日   | 1985年2月      | 1985年2月26日  | 1988年12月29日 | 1989年3月19日  | 1989年2月     | 大使     | 特命全权大使 |                |
| 宓世衡 | 不適用         | 不適用         | 1989年2月      | 不適用         | 不適用         | 不適用         | 1991年8月     | 参赞     | 临时代办     | 升任大使       |
| 谢振骝 | 1989年2月21日  | 1989年9月22日  | 1989年11月     | 1989年11月21日 | 1990年12月28日 | 1991年3月11日  | 1991年2月     | 大使     | 特命全权大使 | 驻塞内加尔兼   |
| 宓世衡 | 1991年6月29日  | 1991年8月19日  | 1991年8月      | 1991年9月19日  | 1993年7月2日   | 1993年9月3日   | 1993年9月     | 大使     | 特命全权大使 |                |
| 陈德和 | 1993年7月2日   | 1993年9月3日   | 1993年9月      | 1993年9月22日  | 1996年3月1日   | 1996年6月17日  | 1996年5月     | 大使     | 特命全权大使 |                |
| 蒋元德 | 1996年3月1日   | 1996年6月17日  | 1996年5月      | 1996年6月4日   | 1998年11月4日  | 1999年3月12日  | 1999年1月     | 大使     | 特命全权大使 |                |
| 廖启平 | 1998年11月4日  | 1999年3月12日  | 1999年2月      | 1999年3月5日   | 2001年6月30日  | 2002年1月14日  | 2002年1月     | 大使     | 特命全权大使 |                |
| 洪虹   | 2001年6月30日  | 2002年1月14日  | 2002年1月      | 2002年1月18日  | 2003年8月27日  | 2004年1月29日  | 2004年1月     | 大使     | 特命全权大使 |                |
| 孙荣茂 | 2003年8月27日  | 2004年1月29日  | 2004年2月      | 2004年2月11日  | 2006年12月29日 | 2007年6月14日  | 2007年5月     | 大使     | 特命全权大使 |                |
| 吴元山 | 2006年12月29日 | 2007年6月14日  | 2007年6月8日   | 2007年6月11日  | 2009年4月24日  | 2009年8月5日   | 2009年7月     | 大使     | 特命全权大使 |                |
| 李春华 | 2009年4月24日  | 2009年8月5日   | 2009年8月6日   | 2009年8月12日  | 2012年8月31日  | 2012年12月25日 | 2012年10月    | 大使     | 特命全权大使 |                |
| 苏健   | 2012年8月31日  | 2012年12月25日 | 2012年11月16日 | 2012年11月22日 | 2014年12月28日 | 2015年4月20日  | 2015年2月     | 大使     | 特命全权大使 |                |
| 杜小丛 | 2014年12月28日 | 2015年4月20日  | 2015年3月28日  | 2015年4月9日   | 2022年2月28日  | 2022年7月19日  | 2022年4月     | 大使     | 特命全权大使 |                |
| 徐杰   | 2022年2月28日  | 2022年7月19日  | 2022年6月5日   | 2022年7月1日   |                | 2025年8月15日  | 2024年12月    | 大使     | 特命全权大使 |                |
| 张洋   |                | 2025年8月15日  | 2025年7月10日  |                | 现任           |                |               | 大使     | 特命全权大使 |                |